# Società italiana di ergonomia
La Società italiana di ergonomia (o SIE) è un'associazione con lo scopo di promuovere l'ergonomia e il suo studio nel territorio e nell'imprenditoria italiani.
È parte della International Ergonomics Association (IEA) e della Federation of European Ergonomics Societies.

## Storia
La SIE, nata nel 1961 a Roma, è composta da circa 400 studiosi e professionisti che operano nel campo dell'ergonomia, dell'usabilità e del design. 
Con cadenza quadriennale o quinquennale organizza dal 1971 il congresso nazionale, per mezzo del quale vengono eletti anche gli organi direttivi.
A partire dal 1989 si è suddivisa in sezioni territoriali. La sezione campana è stata la prima, di lì a poco quella siciliana, quindi il Lazio, le Marche, il Friuli-Venezia Giulia, il Piemonte, l'Emilia-Romagna, la Lombardia, la Toscana, la Puglia, la Liguria, e così via.

## Associazione
Sono previste diverse forme di adesione all'associazione:
- Socio ordinario: persone in possesso di almeno un anno di attività nel campo dell'ergonomia o in campi afferenti e/o di una formazione specifica sviluppata in corsi riconosciuti e patrocinati dalla SIE (minimo 320 ore). È richiesta inoltre la presentazione da parte di due soci ordinari e l'approvazione del comitato direttivo.
- Socio professionale certificato: soci ordinari dotati inoltre di certificazione CREE.
- Socio sostenitore: persone fisiche, società, enti pubblici o privati, che svolgono attività inerenti all'ergonomia, ammessi dal Consiglio Direttivo dietro richiesta che, oltre alla quota prevista, versino una quota aggiuntiva allo scopo di sostenere l'associazione.
- Socio onorario: persone che hanno conseguito particolari meriti nazionali o internazionali nello sviluppo o diffusione dell'ergonomia.